# Jean-Marie Lukulasi Massamba
Jean-Marie Lukulasi Massamba, né le 8 août 1968 à Kinshasa, est un homme politique congolais (RDC), élu député national et provincial pour la circonscription de Funa. En 2008, il crée sa fondation G24 pour la réinsertion sociale des jeunes désœuvrés communément appelés Kulunas.

## Biographie

### Jeunesse et formation
Jean-Marie Lukulasi est né le 8 août 1968 à Kinshasa en république démocratique du Congo.
Il obtient un diplôme d'État en biochimie de l’institut Kimbanguiste Mama Muilu (RDC) en 1987.
Il obtient en 1991 son diplôme de graduat en économie et gestion à l’université Cardinal Malula. En 1993, Jean-Marie Lukulasi Massamba quitte son pays natal pour poursuivre sa formation en France. Arrivé en France en 1993, il intègre McDonald’s France[réf. nécessaire].

### Carrière politique
En 2009, pour affirmer son engagement politique en RDC, Jean-Marie Lukulasi crée son parti politique dénommé : Rassemblement pour la défense du peuple congolais (RDPC).
Le RDPC fait partie de la plate forme Alliance des forces démocratiques du Congo et Alliés (AFDCA) de Modeste Bahati Lukwebo.

#### Député
En 2018, Jean-Marie Lukulasi est élu député national et provincial du district de Funa au terme des élections législatives de 2018, avec l’étiquette de la plate forme Alliance des forces démocratiques du Congo et Alliés.
En 2024, après publication des résultats provisoires des élections législatives du 20 décembre 2023, il est réélu député national pour le district de Funa.

### Œuvre sociale
Depuis 2008 avec sa fondation G24,, elle facilite la réinsertion sociale des jeunes désœuvrés et apporte les soutiens aux personnes vivant en situation de précarité en république démocratique du Congo. Le gouvernement sous l’impulsion du chef de l'État Félix Tshisekedi soutient les actions de sa fondation.